# Adenanthera kostermansii
Adenanthera kostermansii är en ärtväxtart som beskrevs av Ivan Christian Nielsen. Adenanthera kostermansii ingår i släktet Adenanthera och familjen ärtväxter. Inga underarter finns listade i Catalogue of Life.